# Killai
Killai es una ciudad y nagar Panchayat situada en el distrito de Cuddalore en el estado de Tamil Nadu (India). Su población es de 13608 habitantes (2011). Se encuentra a 30 km de Cuddalore.

## Demografía
Según el censo de 2011 la población de Killai era de 13608 habitantes, de los cuales 6851 eran hombres y 6757 eran mujeres. Killai tiene una tasa media de alfabetización del 77,04%, inferior a la media estatal del 80,09%: la alfabetización masculina es del 85,08%, y la alfabetización femenina del 68,81%.